# Screaming for Change
Screaming for Change è il primo LP del gruppo californiano Hardcore punk Uniform Choice, uscito nel 1986.

## Tracce
1. Use your Head – 1:23
2. My Own Mind – 2:18
3. Straight and Alert – 3:09
4. Build to Break – 1:14
5. Scream to Say – 1:23
6. Once I Cry – 2:24
7. Sometimes – 1:22
8. Screaming for Change – 1:43
9. No Thanks – 2:13
10. A Choice – 2:25
11. Big Man, Small Mind – 1:34
12. Don't Quit – 1:27
13. In Time – 2:54
14. Silenced – 1:11